# Sadon-Bobo
Sadon-Bobo est une localité située dans le département de Fara de la province des Balé dans la région de la Boucle du Mouhoun au Burkina Faso.

## Santé et éducation
Le village possède une école primaire publique.